# Puerta Bonita
Puerta Bonita és un barri del sud-oest de Madrid al districte de Carabanchel, amb 35.350 habitants (Padró Municipal, 2007).
El barri de Puerta Bonita limita al sud amb l'Avinguda de los Poblados i el barri de Buenavista, al nord-oest amb el barri de Vista Alegre, al nord-est amb el d'Opañel i a l'est amb el d'Abrantes.

## Història
El barri de Puerta Bonita pertanyia a l'antic poble de Carabanchel Bajo. A començaments del segle XX era una zona d'estiueig de la noblesa madrilenya. En els anys 1950 s'hi construïren una considerable quantitat d'edificis de protecció oficial que multiplicaren la seva població.

## Demografia
El barri de Puerta Bonita compta amb 35.350 veïns (Padrón 2007). En comparació amb la població de Madrid els habitants del barri tenen una edat superior, amb una mitjana de 41,29 anys. El percentatge de població immigrant també se situa per sobre de la mitjana de la ciutat, amb un 24,24% de la població.

## Transports
El barri està situat entre dos importants carrers de Madrid, el del General Ricardos, que l'uneix amb el centre de la ciutat, i el Camino Viejo de Leganés.
Metro 
A Puerta Bonita hi ha l'Estació d'Oporto, on hie conflueixen les línias  i , i l'estació de San Francisco , que té una sortida al barri de Puerta Bonita.
| Línia Metro       | Estacions en Puerta Bonita, Carabanchel |
| ----------------- | --------------------------------------- |
| Línia 11          | San Francisco                           |
| Línia 5 · Línia 6 | Oporto                                  |

Autobusos
Pel barri passen els següents autobusos urbans:
| línia | destí(ns)                                      |
| ----- | ---------------------------------------------- |
| 34    | Plaza de Cibeles - Avenida del General Fanjul  |
| 35    | Plaza Mayor - Avenida de Carabanchel Alto \|   |
| 47    | Estació d'Atocha > Avenida de Carabanchel Alto |
| 55    | Estació d'Atocha > Batán                       |
| 81    | Oporto > Hospital 12 de Octubre                |
| 108   | Urgel - Cementiri de Carabanchel               |
| 118   | Embajadores - Avenida de Carabanchel Alto      |
| 121   | Campamento - Hospital 12 de Octubre            |
| 131   | Campamento - Villaverde Alto                   |
| 247   | Atocha - Colonia San José Obrero               |
| N16   | Plaza de Cibeles > Carabanchel Alto            |
| N17   | Plaza de Cibeles > Carabanchel Bajo            |